# Max Showalter
Pour les articles homonymes, voir Showalter et Adams.
Max Showalter est un acteur, chanteur, compositeur et pianiste américain, né Max Gordon Showalter le 2 juin 1917 à Caldwell (Kansas) et mort le 30 juillet 2000 à Middletown (Connecticut).
Il est crédité sous le pseudonyme de Casey Adams entre 1952 et 1962, puis reprend son véritable nom.

## Biographie
Après avoir reçu une formation de chanteur et de pianiste, Max Showalter entame une carrière d'acteur au théâtre. À Broadway, il débute en 1939-1940 dans la comédie musicale Very Warm for May (en) du tandem Jerome Kern-Oscar Hammerstein II, mise en scène par Vincente Minnelli, avec entre autres June Allyson, Eve Arden, Vera-Ellen et Richard Quine. Sa dernière collaboration avec Broadway, comme compositeur, est pour la comédie musicale Harrigan 'N Hart (en), créée en 1984, notamment par Harry Groener et Mark Hamill.
Dans l'intervalle (comme acteur et chanteur), citons la comédie musicale Show Boat du même tandem Kern-Hammerstein (1946-1947), ainsi que la pièce de Norman Krasna John Loves Mary, mise en scène par Joshua Logan (1947-1948, avec Lyle Bettger, Tom Ewell et Nina Foch).
Au cinéma, il contribue à quarante-quatre films américains (produits notamment par la 20th Century Fox), le premier sorti en 1949. Les deux derniers sont Les Moissons du printemps de Richard Benjamin (avec Sean Penn, Elizabeth McGovern et Nicolas Cage) et Seize Bougies pour Sam de John Hughes (avec Molly Ringwald et Michael Schoeffling), sortis en 1984 (après quoi il se retire). S'y ajoute le film italien Smog de Franco Rossi (1962, avec Enrico Maria Salerno et Annie Girardot).
Parmi ses autres films notables, mentionnons What Price Glory de John Ford (1952, avec James Cagney et Corinne Calvet), Niagara d'Henry Hathaway (1953, avec Marilyn Monroe, Joseph Cotten et Jean Peters), Les Nus et les Morts de Raoul Walsh (1958, avec Raymond Massey et Cliff Robertson), ou encore Elle de Blake Edwards (1979, avec Dudley Moore et Julie Andrews).
À noter qu'il retrouve Richard Quine devenu réalisateur sur cinq films, dont Train, amour et crustacés (1959, avec Doris Day et Jack Lemmon) et Comment tuer votre femme (1965, avec Jack Lemmon et Virna Lisi), le second où il chante et joue au piano.
Pour la télévision, Max Showalter apparaît dans quarante-cinq séries dès 1949, dont La Quatrième Dimension (un épisode, 1961) et Perry Mason (six épisodes, 1958-1965). La dernière est La croisière s'amuse, avec deux épisodes en 1982 et 1983. Il participe également à trois téléfilms, diffusés respectivement en 1964, 1975 et 1981.

## Théâtre à Broadway (intégrale)
(comme acteur ou chanteur, sauf mention contraire)
- 1939-1940 : Very Warm for May (en), comédie musicale, musique de Jerome Kern (arrangée et orchestrée par Robert Russell Bennett), lyrics et livret d'Oscar Hammerstein II, mise en scène, décors et costumes de Vincente Minnelli : Lowell Pennyfeather
- 1940-1943 : My Sister Eileen, pièce de Joseph Fields et Jerome Chodorov, mise en scène de George S. Kaufman : Frank Lippencott (en remplacement de Richard Quine, à des dates non-spécifiées)
- 1946-1947 : Show Boat, comédie musicale, musique de Jerome Kern, lyrics et livret d'Oscar Hammerstein II, d'après le roman éponyme d'Edna Ferber, costumes de Lucinda Ballard : Jake
- 1947-1948 : John Loves Mary, pièce de Norman Krasna, mise en scène de Joshua Logan, costumes de Lucinda Ballard : George Beechwood
- 1948-1949 : Make Mine Manhattan, revue, musique de Richard Lewine (en), lyrics et livret d'Arnold B. Horwitt : rôles divers
- 1967 : Hello, Dolly!, comédie musicale, musique et lyrics de Jerry Herman, livret de Michael Stewart (en), mise en scène et chorégraphie de Gower Champion, décors d'Oliver Smith : Horace Vandergelder (en remplacement de David Burns)
- 1971 : La Harpe d'herbes (The Grass Harp), comédie musicale, musique de Claibe Richardson (en), lyrics et livret de Kenward Elmslie (en), d'après le roman éponyme de Truman Capote : Dr Morris Ritz
- 1985 : Harrigan 'N Hart (en), comédie musicale, lyrics de Peter Walker, livret de Michael Stewart (en) (comme compositeur)

## Filmographie

### Cinéma (sélection)

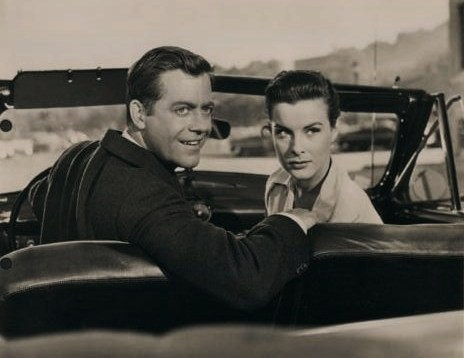
Avec Jean Peters, dans Niagara
(1953, photo promotionnelle)

(films américains, sauf mention contraire)
- 1949 : Always Leave Them Laughing (en) de Roy Del Ruth : Le vendeur de stylos-comète
- 1952 : Un refrain dans mon cœur (With a Song in My Heart) de Walter Lang : Harry Guild
- 1952 : Deux Durs à cuire (What Price Glory) de John Ford : Le lieutenant Moore
- 1952 : Seules les femmes savent mentir (My Wife's Best Friend) de Richard Sale : Pete Bentham
- 1953 : Meurtre à bord (Dangerous Crossing) de Joseph M. Newman : Jim Logan
- 1953 : Niagara d'Henry Hathaway : Ray Cutler
- 1953 : Destination Gobi (titre original) de Robert Wise : Walter Landers
- 1953 : Le crime était signé (Vicki) d'Harry Horner : Larry Evans
- 1954 : Alibi meurtrier (Naked Alibi) de Jerry Hopper : Le détective-lieutenant Fred Parks
- 1954 : Les Gens de la nuit (Night People) de Nunnally Johnson : Frederick S. Hobart
- 1954 : L'Assassin parmi eux (Down Three Dark Streets) d'Arnold Laven : Dave Millson
- 1955 : The Return of Jack Slade (it) d'Harold D. Schuster : Billy Wilcox
- 1956 : Ne dites jamais adieu (Never say Goodbye) de Jerry Hopper : Andy Leonard
- 1956 : Arrêt d'autobus (Bus Stop) de Joshua Logan : Le journaliste de Life
- 1956 : Indestructible Man (en) de Jack Pollexfen (en) : Le lieutenant de police Richard « Dick » Chasen
- 1957 : La Femme modèle (Designing Woman) de Vincente Minnelli : Le directeur musical
- 1957 : The Monster That Challenged the World d'Arnold Laven : Dr Tad Johns
- 1958 : Les Nus et les Morts (The Naked and the Dead) de Raoul Walsh : Le colonel Dalleson
- 1958 : Femmes devant le désir (The Female Animal) d'Harry Keller : Charlie Grant
- 1958 : Voice in the Mirror de Harry Keller : Don Martin
- 1959 : Train, Amour et Crustacés (It Happened to Jane) de Richard Quine : Selwyn Harris
- 1960 : Elmer Gantry le charlatan (Elmer Gantry) de Richard Brooks : L'homme sourd
- 1961 : Les lauriers sont coupés (Return to Peyton Place) de José Ferrer : Nick Parker
- 1961 : Été et Fumées (Summer and Smoke) de Peter Glenville : Roger Doremus

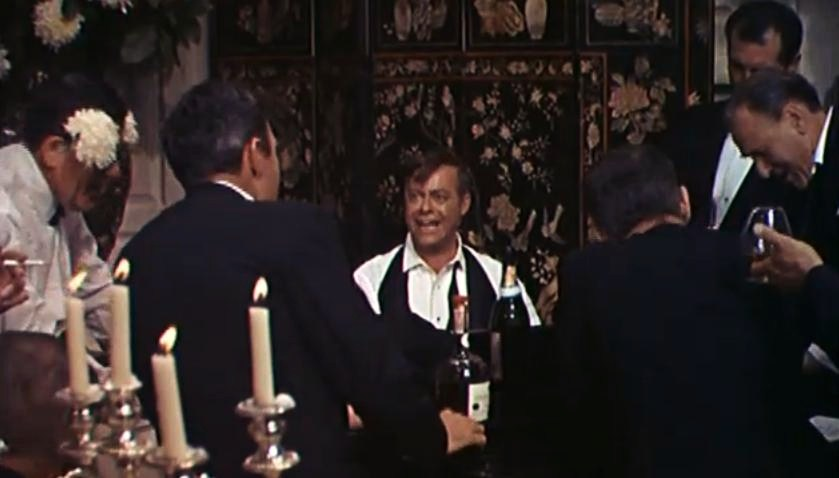
Au centre, dans Comment tuer votre femme (1965)

- 1962 : Smog de Franco Rossi (film italien) : Paul Prescott
- 1962 : Bon Voyage ! (titre original) de James Neilson : L'homme au costume étriqué
- 1963 : Pousse-toi, chérie (Move Over, Darling) de Michael Gordon : Le réceptionniste de l'hôtel
- 1963 : Mes six amours et mon chien (My Six Loves) de Gower Champion : B. J. Smith
- 1964 : Une vierge sur canapé (Sex and the Single Girl) de Richard Quine : Holmes
- 1964 : Le Crash mystérieux (Fate Is the Hunter) de Ralph Nelson : Dan Crawford
- 1965 : Comment tuer votre femme (How to Murder Your Wife) de Richard Quine : Tobey Rawlins
- 1966 : Lord Love a Duck de George Axelrod : Howard Greene
- 1969 : Sacré Far West (A Talent for Loving) de Richard Quine : Franklin
- 1970 : La Guerre des Bootleggers (The Moonshine War) de Richard Quine : M. Worthman
- 1971 : Le Dossier Anderson (The Anderson Tapes) de Sidney Lumet : Bingham
- 1978 : Sgt. Pepper's Lonely Hearts Club Band de Michael Schultz : Ernest Shears
- 1979 : Elle (10) de Blake Edwards : Le révérend
- 1984 : Les Moissons du printemps (Racing with the Moon) de Richard Benjamin : M. Arthur, le professeur de piano
- 1984 : Seize Bougies pour Sam (Sixteen Candles) de John Hughes : Grandpa Fred

### Télévision
Séries (sélection)
- 1957 : Gunsmoke ou Police des plaines (Gunsmoke ou Marshal Dillon)
  - Saison 3, épisode 7 Mavis McCloud de Buzz Kulik : Barney Wales
- 1958-1965 : Perry Mason, première série
  - Saison 2, épisode 5 The Case of the Curious Bride (1958) : Carl Reynolds
  - Saison 4, épisode 6 Wandering Widow (1960) de William F. Claxton : Burt Stokes
  - Saison 5, épisode 4 The Case of the Malicious Mariner (1961) de Christian Nyby : Frank Logan
  - Saison 6, épisode 21 The Case of the Lawful Lazarus (1963) de Jesse Hibbs : Clarence Henry
  - Saison 7, épisode 30 The Case of the Ugly Duckling (1964) : Talbot Sparr
  - Saison 8, épisode 25 The Case of the Deadly Debt (1965) de Jesse Hibbs : Charles Judd
- 1959 : Monsieur et Madame détective (The Thin Man)
  - Saison 2, épisode 19 Holiday for Hazel : Cameron
- 1961 : Ombres sur le soleil (Follow the Sun)
  - Saison unique, épisode 4 Journey Into Darkness : Hinkley
- 1961 : La Quatrième Dimension (The Twilight Zone)
  - Saison 3, épisode 8 C'est une belle vie (It's a Good Life) : Pat Riley
- 1962-1964 : Le Jeune Docteur Kildare (Doctor Kildare)
  - Saison 1, épisode 19 The Glory Hunter (1962) : Ben Ballard
  - Saison 3, épisode 21 Goodbye, Mr. Jersey (1964) de John Newland : Rulon Murphy
- 1963-1964 : Adèle (Hazel)
  - Saison 2, épisode 21 Hazel and the Stockholder's Meeting (1963 - M. Starkey) de William D. Russell et épisode 23 I've Been Singing All My Life (1963 - M. Blackpool) de William D. Russell
  - Saison 3, épisode 25 Hazel's Midas Touch (1964) de William D. Russell : M. Barry
- 1964-1965 : L'Extravagante Lucie (The Lucy Show)
  - Saison 3, épisode 4 Lucy Gets Amnesia (1964 - Vinny Myers) de Jack Donohue et épisode 23 Lucy and Arthur Godfrey (1965 - Vinnie) de Jack Donohue
- 1965 : Ma sorcière bien-aimée (Bewitched)
  - Saison 2, épisode 8 L'habit est de rigueur (The Very Informal Dress) de William Asher : Charles Barlow
- 1969 : Doris comédie (The Doris Day Show)
  - Saison 2, épisode 5 The Chocolate Bar War : M. Frank Fletcher
- 1975 : Police Story
  - Saison 2, épisodes 14 et 15 Year of the Dragon, Parts I & II de Virgil W. Vogel : John Barron
- 1975 : Kojak, première série
  - Saison 3, épisode 11 L'Intouchable (A Long Way from Times Square) d'Ernest Pintoff : Quinlan
- 1977 : Quincy (Quincy, M.E.)
  - Saison 3, épisode 20 Requiem for the Living : Dr Milton Gold
- 1981 : L'Incroyable Hulk (The Incredible Hulk)
  - Saison 4, épisode 10 Le Musée de cire (Wax Museum) : Walter Gamble
- 1982-1983 : La croisière s'amuse (The Love Boat)
  - Saison 5, épisode 27 Tranches de vie (April in Boston / Saving Grace / Breaks of Life, 1982) de Richard Kinon : Herman
  - Saison 6, épisode 24 Aide-toi, le ciel t'aidera (So Help Me Hannah/The Maid Cleans Up/C.P.R., I.O.U., 1983) : Jarvis Holden

Téléfilms (intégrale)
- 1964 : Mr. et Mrs. de Jack Donohue : Walter
- 1975 : How to Succeed in Business Without Relaly Trying de Burt Brinckerhoff : J. B. Biggley
- 1981 : L'Éternel Soupçon (A Gun in the House) d'Ivan Nagy : Peter Schechter